# Matag-ob
Matag-ob è una municipalità di quinta classe delle Filippine, situata nella Provincia di Leyte, nella Regione di Visayas Orientale.
Marag-ob è formata da 21 baranggay:
- Balagtas
- Bonoy (Pob.)
- Bulak
- Cambadbad
- Candelaria
- Cansoso
- Imelda
- Malazarte
- Mansahaon
- Mansalip (Pob.)
- Masaba
- Naulayan
- Riverside (Pob.)
- San Dionisio
- San Guillermo
- San Marcelino
- San Sebastian
- San Vicente
- Santa Rosa
- Santo Rosario
- Talisay (Pob.)